# سری هارمونیک (موسیقی)

هارمونیک‌های یک سیم که تشدید فرکانس‌های یک دور را نشان می‌دهد

یک سِری هارمونیک (انگلیسی: Harmonic series) دنباله و توالیِ صداها توسط امواج سینوسی است.  نت‌های خالصی که در آن فرکانس هر صدا، ضریب یک عدد صحیح از فرکانس پایه است.

## شرح
ارتفاع سازهای موسیقی معمولاً براساسِ یک تشدیدگر آکوستیک مانند یک سیم یا ستونی از هوا ساخته می‌شوند که نوسانات را در حالت‌های مختلف به‌طور همزمان انجام می‌دهند. در فرکانس‌های هر حالتی از ارتعاش، امواج وقتی در هر دو جهت در امتدادِ سیم یا ستون هوا به حرکت در می‌آیند، یکدیگر را تقویت و خنثی می‌کنند تا امواج ایستا را شکل دهند. تعامل با هوای اطراف باعث ایجاد امواج صدا و قابل شنیدن می‌شود و از صدای اصلیِ تولید‌شده توسط ساز، دور می‌شوند. به دلیل فاصلهٔ معمولی رزونانس، این فرکانس‌ها اکثراً محدود به ضریب‌های عدد صحیح یا هارمونیک‌ها با کمترین فرکانس هستند و به چند برابر از «سری‌های هارمونیک» تبدیل می‌شوند. (ر.ک. سری هارمونیک ریاضیات).
ارتفاع موسیقی از یک نُتِ نواخته‌‌شده، به‌عنوان پایین‌ترین فرکانسِ تولید‌شده، معمولاً در همان زمان درک می‌شود و هارمونیکِ انتخاب‌شده توسط نوازنده ممکن است آن چیزی باشد که از ارتعاش در طول کلِ سیم، ستون هوا یا بالاتر ایجاد می‌شود. رنگ صدا از نت ثابتِ این ساز به شدت تحت‌‌‌تأثیر قدرت نسبیِ هر «سری هارمونیک» قرار می‌گیرد.

## در هارمونی
در هارمونی و در هر کدام از گام‌های ماژور و مینور، نت پایه و نمایان مهم‌ترین درجات گام شناخته می‌شوند. در آزمایش صوت‌شناسی و «سری هارمونیک»، صدای پنجم درست، نزدیک‌ترین صدای فرعی به پایهٔ گام است. اولین صدای نزدیک (نمایان) باعث می‌شود که درجات گام را در یک دایرهٔ پنجم به سمت جلو هدایت کند. در این سری هارمونیک، نت دیگری وجود دارد که پس از نمایان، تشکیل زیرنمایان می‌دهد و بدین‌ترتیب و در این دایره، گام را به اندازهٔ یک چهارم درست به عقب می‌کشاند و در نهایت درجات اصلی تشکیل و تنالیته تثبیت می‌شود.
در مثال بالا نت دو روی پیانو در پایین‌ترین بخش با کوک اعتدال مساوی به صدا درآمده است. در این سِری به‌ترتیب فاصلهٔ هشتم درست (در تصویر، شماره ۱ تا ۲)، پنجم درست (۲ تا ۳) و چهارم درست (۳ تا ۴) و سپس یک سوم بزرگ (۴ تا ۵)، سوم کوچک (۵ تا ۶) و … بدین‌ترتیب نزدیک‌ترین صداها به صدای اصلی هستند. این امر باعث می‌شود درجات اصلی گام (IV ,V ,I) به‌عنوان تثبیت‌کنندهٔ تنالیته در نظر گرفته و به وسیلهٔ آن به تقویت آکوردهای سه‌صدایی در هارمونی پرداخته می‌شود. به‌عنوان نمونه برای تقویت صدای هارمونیک، نت‌های شماره چهار (دو)، پنج (می) و شش (سل) اگر همزمان به صدا درآیند، تشکیل یک آکورد ماژور می‌دهند.
در توالی این هارمونیک‌ها اعدادی بر اساسِ تصاعد حسابی نوشته شده‌است مانند:۱، ۲، ۳، ۴، ۵ (f×5 ،f×4 ،f×3 ،f×2 ،f×1) که از نظر فرکانسی، هارمونیک‌های دوم، سوم، چهارم و غیره می‌نامند. دراین ترکیب، از اعداد زوج به‌عنوان هارمونیک‌های زوج و از اعداد فرد به‌عنوان هارمونیک‌های فرد نام می‌برند و با تشدیدِ فرکانسِ نت‌ها، این اعداد به دو برابر نسبت به صدای قبلی خود افزایش می‌یابند. به‌عنوان مثال «نت دو» از بم‌ترین تا زیرترین نت، با در نظرگرفتن تصاعد هندسی با اعداد ۲، ۴، ۸ و ۱۶ (f×16 ،f×8 f×4 ،f×2) نمایش داده شده‌است و نت‌های دیگر نیز به همین ترتیب محاسبه می‌شوند و صداها در هر اکتاو از سری هارمونیک، به فواصل کوچکتر و بیشتری مانند: ۱⁄۲، ۱⁄۳، ۱⁄۴، ۱⁄۵، ۱⁄۶ و غیره، تقسیم می‌شوند.

## یادداشت
1. ↑  حرف «f» نمایانگر فرکانسِ نت اصلی و اعداد نشانگر هرتز در ثانیه است